# Saint-Eugène-Sainte-Cécile
Saint-Eugène-Sainte-Cécile är en kyrkobyggnad i Paris 9:e arrondissement. 
Kyrkan, som är belägen vid Rue Sainte-Cécile, uppfördes i nygotisk stil mellan 1854 och 1855 efter ritningar av arkitekterna Louis-Auguste Boileau (1812–1896) och Adrien-Louis Lusson (1788–1864).
Kyrkan är sedan 1983 ett så kallat historiskt monument.